# Мисс Вселенная 1978
Мисс Вселенная 1978 (англ. Miss Universe 1978) — 27-й ежегодный конкурс красоты, проводился 24 июля 1978 года в Centro de Convenciones de Acapulco, Акапулько, Мексика. За победу на нём соревновалось 75 претенденток. Победительницей стала представительница ЮАР, 18-летняя девушка Маргарет Гардинер.

## Результаты

### Места
| Место               | Участница |
| ------------------- | --- |
| Мисс Вселенная 1978 | - ЮАР — Маргарет Гардинер |
| 1-я Вице-мисс       | - США — Джуди Андерсен |
| 2-я Вице-мисс       | - Испания — Гильермина Руис Доменек |
| 3-я Вице-мисс       | - Колумбия — Мэри Ширли Саенц Старнес |
| 4-я Вице-мисс       | - Швеция — Сесилия Роуд |
| Топ-12              | - Бельгия — Франсуаза Моэнс - Чили — Марианна Мюллер Прието - Израиль — Дорит Джеллинек - Мексика — Альба Лабат - Ирландия — Лоррейн Энрикес - Перу — Олга Зумаран Бурга - Нидерланды — Карен Густафссон |

### Полуфинальные оценки
| \| Участница \| Интервью \| Купальный костюм \| Вечернее платье \| Средний балл \| \| ---------- \| ---------- \| ---------------- \| --------------- \| ------------ \| \| США \| 8.155 (1) \| 7.855 (1) \| 7.482 (2) \| 7.831 (1) \| \| Швеция \| 7.518 (2) \| 7.300 (2) \| 7.355 (3) \| 7.391 (2) \| \| Испания \| 6.500 (5) \| 6.870 (3) \| 7.545 (1) \| 6.972 (3) \| \| ЮАР \| 6.791 (3) \| 6.590 (4) \| 6.373 (5) \| 6.685 (4) \| \| Колумбия \| 6.645 (4) \| 6.282 (6) \| 6.545 (4) \| 6.491 (5) \| \| Бельгия \| 6.230 (6) \| 6.364 (5) \| 5.709 (6) \| 6.101 (6) \| \| Чили \| 5.703 (7) \| 5.064 (7) \| 4.536 (9) \| 4.891 (7) \| \| Израиль \| 5.260 (9) \| 4.280 (8) \| 4.945 (7) \| 4.828 (8) \| \| Мексика \| 5.320 (8) \| 3.260 (11) \| 4.145 (10) \| 4.242 (9) \| \| Ирландия \| 3.889 (12) \| 3.800 (9) \| 4.756 (8) \| 4.148 (10) \| \| Перу \| 4.422 (10) \| 3.718 (10) \| 3.573 (11) \| 3.904 (11) \| \| Нидерланды \| 3.911 (11) \| 2.890 (12) \| 3.573 (11) \| 3.458 (12) \| | Победительница 1-я Вице-мисс 2-я Вице-мисс 3-я Вице-мисс 4-я Вице-мисс Топ-12 Полуфиналистки (#) Ранг в каждом туре конкурса |                  |                 |              |
| Участница | Интервью | Купальный костюм | Вечернее платье | Средний балл |
| США | 8.155 (1) | 7.855 (1)        | 7.482 (2)       | 7.831 (1)    |
| Швеция | 7.518 (2) | 7.300 (2)        | 7.355 (3)       | 7.391 (2)    |
| Испания | 6.500 (5) | 6.870 (3)        | 7.545 (1)       | 6.972 (3)    |
| ЮАР | 6.791 (3) | 6.590 (4)        | 6.373 (5)       | 6.685 (4)    |
| Колумбия | 6.645 (4) | 6.282 (6)        | 6.545 (4)       | 6.491 (5)    |
| Бельгия | 6.230 (6) | 6.364 (5)        | 5.709 (6)       | 6.101 (6)    |
| Чили | 5.703 (7) | 5.064 (7)        | 4.536 (9)       | 4.891 (7)    |
| Израиль | 5.260 (9) | 4.280 (8)        | 4.945 (7)       | 4.828 (8)    |
| Мексика | 5.320 (8) | 3.260 (11)       | 4.145 (10)      | 4.242 (9)    |
| Ирландия | 3.889 (12) | 3.800 (9)        | 4.756 (8)       | 4.148 (10)   |
| Перу | 4.422 (10) | 3.718 (10)       | 3.573 (11)      | 3.904 (11)   |
| Нидерланды | 3.911 (11) | 2.890 (12)       | 3.573 (11)      | 3.458 (12)   |

### Специальные награды
| Премия                     | Участница                                                                                |
| -------------------------- | ---------------------------------------------------------------------------------------- |
| Лучший национальный костюм | - Индия — Аламджит Каур Чаухан - Республика Корея — Чун Ын Схон - Малайзия — Ясмин Юсофф |
| Мисс Конгениальность       | - Тринидад и Тобаго — София Титус                                                        |
| Мисс Фотогеничность        | - Коста-Рика — Марибель Фернандес                                                        |
| Miss Press                 | - Аруба — Маргарита Мариета Тромп                                                        |

### Топ
| 1. Ирландия 2. ЮАР 3. Израиль 4. Испания 5. Голландия 6. Мексика 7. Швеция 8. США 9. Колумбия 10. Бельгия 11. Перу 12. Чили | 1. ЮАР 2. Испания 3. Швеция 4. США 5. Колумбия |

## Судьи
Список судей:
- Кристиан Мартель — победительница Мисс Вселенная 1953
- Деви Сукарно — Японская светская львица и бывшая первая леди Индонезии
- Дэвид Меррик — Американский театральный продюсер, удостоенный премии «Тони
- Лин Рено — Французская певица и актриса
- Милош Форман — Кинорежиссер из Чехословакии
- Урсула Андресс — Швейцарская актриса и секс-символ 1960-х годов
- Мелба Мур — Американская певица
- Роберто Кавалли — Итальянский модельер
- Вильгельмина Купер — основатель Wilhelmina Models
- Анна Моффо — Американская оперная певица
- Кантинфлас — Мексиканский комик, актёр театра и кино

## Участницы
| - Аргентина – Делия Стелла Марис Муньос - Аруба – Маргарита Мариета Тромп - Австралия – Беверли Фрэнсис Пиндер - Австрия – Дорис Элизабет Ануандер - Багамские Острова – Дульси Луиза Миллингс - Барбадос – Джуди Марго Миллер - Бельгия – Франсуаза Элен Джулия Моэнс - Британский Гондурас – Кристина Маргарита Исагирре - Бермуды – Маделин Франсин Джоэлл - Боливия – Ракель Рока Куиканага - Бонайре — Коринна Россели Эрнандес - Бразилия – Сюзана Араужу душ Сантуш - Канада – Андреа Лесли Энг - Чили – Марианна Мюллер Прието - Колумбия – Мэри Ширли Саенс Старнс - Коста-Рика – Марибель Фернандес Гарсия - Кюрасао – Соланж Эбигейл де Кастро - Дания – Анита Хеске - Доминиканская Республика – Ракель Хосефина Хакобо Хаар - Эквадор – Мейбл Себаллос Сангстер - Сальвадор – Ирис Иветта Мазорра Кастро - Англия – Беверли Ишервуд - Финляндия – Сейя Каарина Пааккола - Франция – Бриджит Коньович - ФРГ – Ева Мари Габриэль Готтшальк - Греция – Мариета Кунтураки - Гуам – Мэри Лоис Сэмпсон - Гватемала – Клаудия Мария Ириарте - Нидерланды – Карен Ингрид Густафссон - Гондурас – Олимпия Веласкес Медина - Гонконг – Винни Чан Ман Юк - Исландия – Анна Бьорк Эдвардс - Индия – Аламджит Каур Чаухан - Ирландия – Лоррейн Бернадетт Энрикес - Израиль – Дорит Еллинек - Италия – Андреина Маццоти - Япония – Хисако Манда - Республика Корея – Чун Ын Схон | - Ливан – Чистый Антуан Семаан - Лесото – Джоан Либусенг Хоали - Малайзия – Ясмин Юсофф - Мальта – Полина Льюис Фарруджиа - Мексика – Альба Маргарита Сервера Лабат - Марокко – Маджида Тази - Новые Гебриды – Кристин Спунер - Новая Зеландия – Джейн Симмондс - Никарагуа – Claudia Herrera Cortés - Северные Марианские Острова – Хулиас Салас Консепсьон - Норвегия – Жанетт Аарум - Панама – Диана Летиция Конте Вергара - Папуа — Новая Гвинея – Энджелин Мута Тукана - Парагвай – Роза Мария Дуарте Мельгарехо - Перу – Ольга Роксана Зумаран Бурга - Филиппины – Дженнифер Митчек Кортес - Пуэрто-Рико – Ада Сесилия Флорес Перкинс - Реюньон – Эвелин Понгеранд - Сент-Винсент и Гренадины – Гейлин Коллин - Самоа — Палепа Сио Таулили - Шотландия – Анджела Мэри-Кейт Маклауд - Сингапур – Энни Мей Линг Ли - Южно-Африканская Республика – Маргарет Гардинер - Испания – Гильермина Руис Доменеч - Шри-Ланка – Длирукши Вималасурия - Суринам – Гарранс Харриетт Руствик - Швеция – Сесилия Род - Швейцария – Сильвия фон Аркс - Французская Полинезия – Паскалин Тумиа Терирео - Французская Полинезия – Порнпит Сакорнуджите - Тринидад и Тобаго – София Титус - Турция – Биллур Лутфие Бингол - Уругвай – Мария дель Кармен да Роза - США – Джуди Лоис Андерсен - Венесуэла – Марисоль Альфонсо Маркано - Виргинские Острова (США) – Барбара Хендерсон - Уэльс – Элизабет Энн Джонс |

## Отказались
| - Антигуа и Барбуда — Надин Дефрейтс - Виргинские Острова (Великобритания) - Гвиана - Гренада — Маргарет Прюдомм - Гваделупа — Млуэ Дебор - Гаити - Индонезия | - Либерия - Мартиника — Кэтрин Марлин - Маврикий — Мария Ингрид Десмаре - Сент-Китс и Невис - Сент-Люсия - Синт-Мартен - Югославия |

## Примечание
1. ↑  Once More... Who's the Fairest. Los Angeles Times. 24 июля 1978. Архивировано из оригинала 31 января 2013. Дата обращения: 10 июля 2011.